# جون شميت
جون شميت (بالإنجليزية: John Schmitt)‏ هو لاعب كرة قدم أمريكية أمريكي، ولد في 12 نوفمبر 1942 في بروكلين في الولايات المتحدة.

## وصلات خارجية
- جون شميت على موقع مرجع كرة القدم المحترفة.كوم (الإنجليزية)